# Liste der Monuments historiques in Saint-Oulph
Die Liste der Monuments historiques in Saint-Oulph führt die Monuments historiques in der französischen Gemeinde Saint-Oulph auf.

## Liste der Objekte
| Bezeichnung                           | Beschreibung                  | Standort                                   | Kennzeichnung | Schutzstatus | Datum | Bild |
| ------------------------------------- | ----------------------------- | ------------------------------------------ | ------------- | ------------ | ----- | ---- |
| Gemälde Martyrium des heiligen Ulphus | Ölfarbe auf Leinwand, um 1800 | in der Kirche St-Oulph-et-St-Julien (Lage) | PM10005219    | Classé       | 2013  |      |